# Gunnister Voe

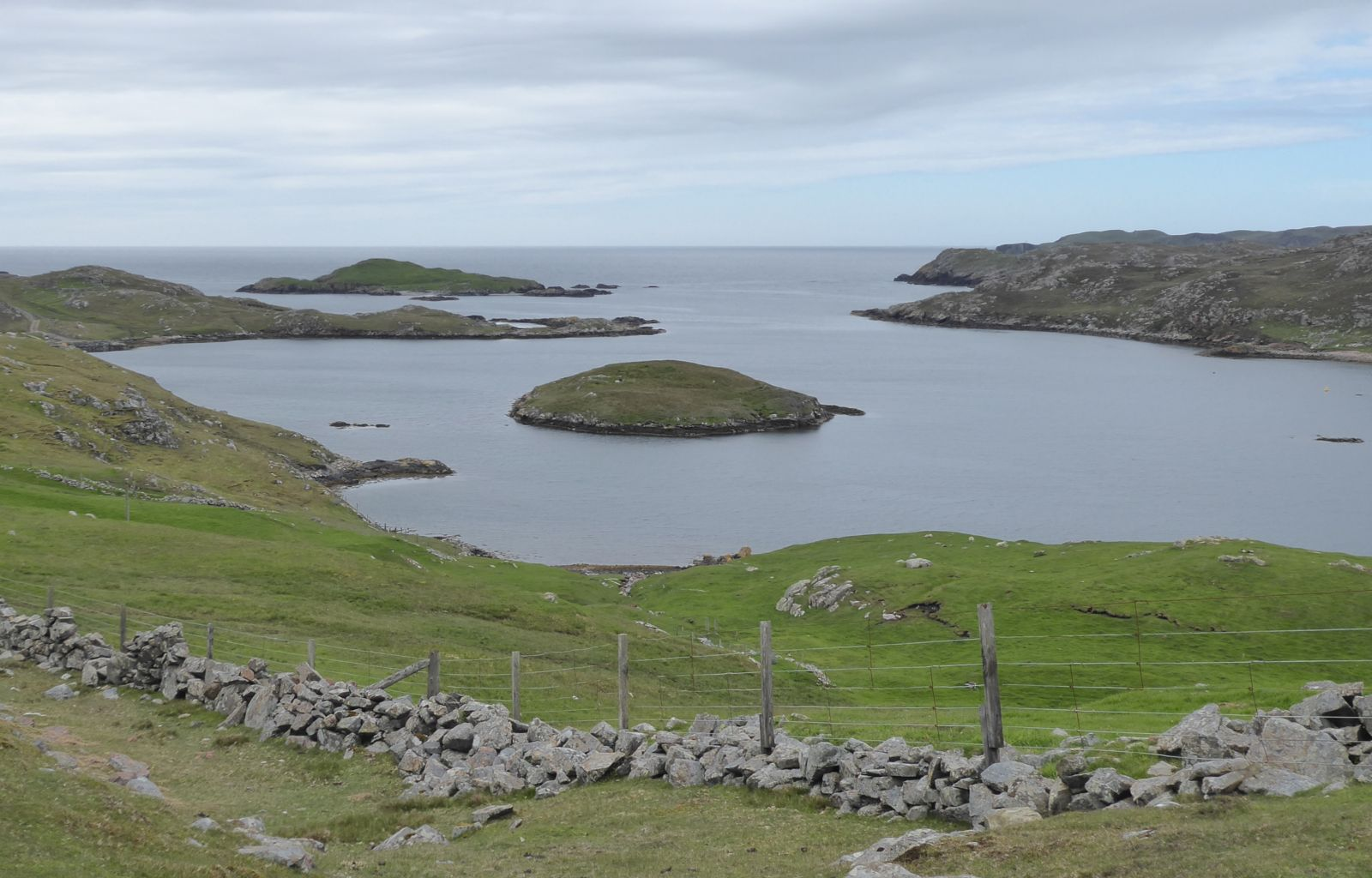
Blick über die Bucht nach Westen

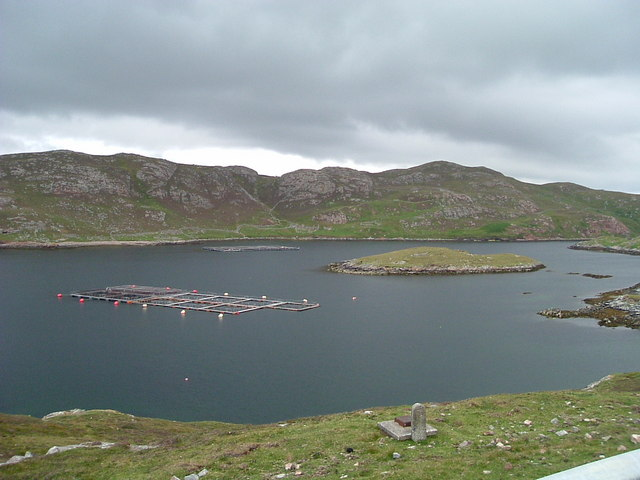
Lachszucht in der Gunnister Voe

Die Gunnister Voe ist eine Meeresbucht (Voe), die im Nordwesten der zu Schottland zählenden Shetlands liegt.

## Geographie
Die Gunnister Voe erstreckt sich auf der Halbinsel Northmavine, einem nordwestlichen Ausläufer Mainlands in der Nähe der größeren St Magnus Bay des Nordatlantiks nach Osten. Verbunden sind sie durch den North Sound. Angrenzend als nächste Buchten folgen im Norden die Hamar Voe und im Süden die Mangaster Voe. An ihrem Ende wird die Gunnister Voe überragt vom 120 Meter hohen Birka Vird im Nordosten. Ortschaften gibt es an der Bucht keine, die nächste größere ist Hillswick im Nordwesten.

## Historisches
Im Rahmen der historischen Gliederung Schottlands in Civil Parishes zählt die Gunnister Voe zu Northmaven.